# Косатковые
Коса́тковые (лат. Bagridae) — семейство пресноводных рыб из отряда сомообразных (Siluriformes). 

## Описание
Тело удлинённое, лишено чешуи и покрыто слизью. В спинном плавнике 1 колючий луч и 6—7 (у некоторых видов до 20) мягких лучей. Имеется жировой плавник, который существенно варьирует по размеру у разных видов. Колючий луч в грудном плавнике зазубренный. Хорошо развиты усики на голове, обычно их четыре пары.

## Распространение
Обитают в Африке и Азии (от Японии до Калимантана). Северная граница ареала проходит по бассейну реки Амур.

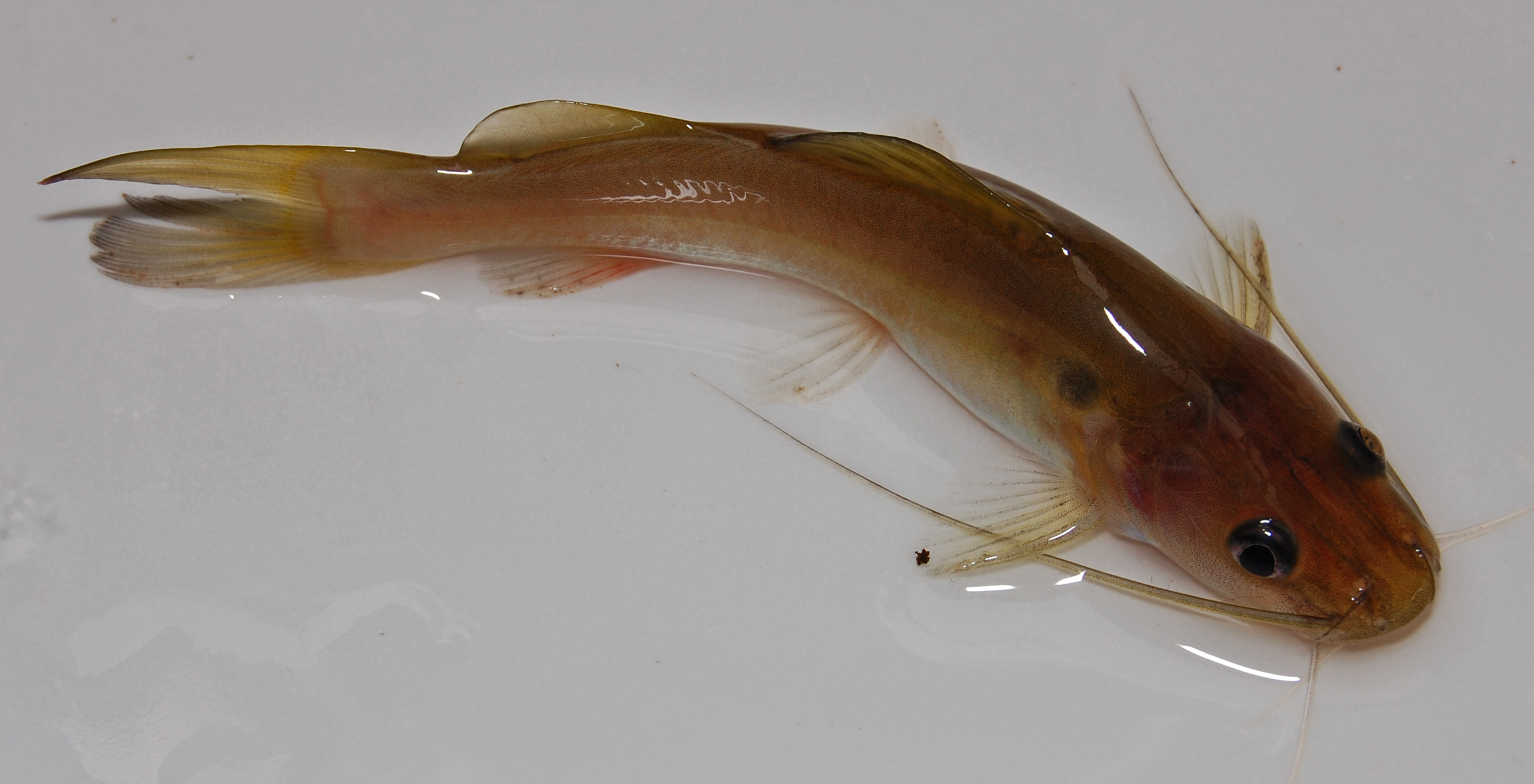
Hemibagrus planiceps

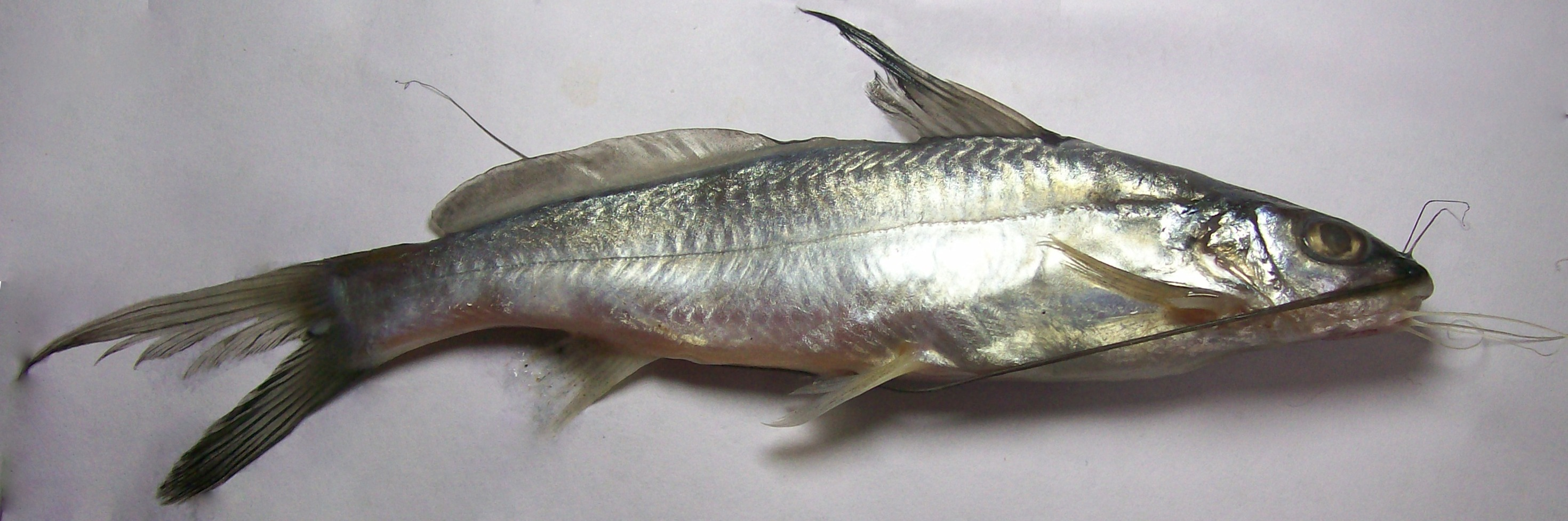
Mystus seengtee

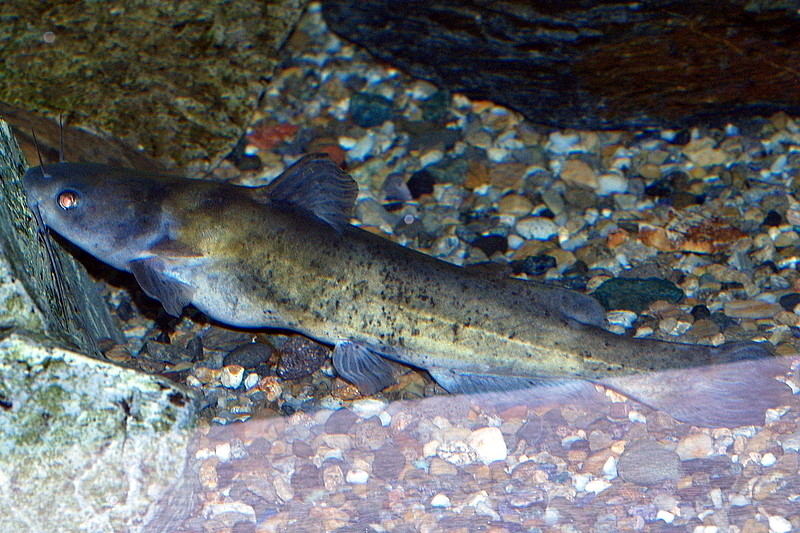
Tachysurus nudiceps

## Классификация
В составе семейства выделяют 20 родов и 227 видов. Другие авторы выделяют 18 родов и 170 видов.
- Bagrichthys  Bleeker, 1857
- Bagroides  Bleeker, 1851
- Bagrus  Bosc, 1816
- Batasio  Blyth, 1860
- Chandramara  Jayaram, 1972
- Coreobagrus  Mori 1936
- Gnathobagrus Nichols & Griscom, 1917
- Hemibagrus Bleeker, 1862
- Hemileiocassis Ng & Lim, 2000
- Horabagrus Jayaram, 1955
- Hyalobagrus  Ng & Kottelat, 1998
- Leiocassis  Bleeker, 1857
- Mystus  Scopoli, 1777
- Nanobagrus Mo, 1991
- Pelteobagrus  Bleeker, 1864
- Pseudobagrus Bleeker, 1859
- Pseudomystus Jayaram, 1968
- Rama (genus)  Bleeker, 1858
- Rita  Bleeker, 1854
- Sperata  Holly, 1939
- Tachysurus  Lacépède, 1803

## Хозяйственное значение
Некоторые виды имеют промысловое значение. Также содержат как аквариумных рыб.